# Assault on Wall Street
Assault on Wall Street (Bailout: The Age of Greed en Canadá, Asalto en Wall Street en Hispanoamérica, Rescate: La era de la avaricia en España) es una película de acción y suspenso estadounidense escrita y dirigida por Uwe Boll.
Narra las peripecias de un guardia de seguridad neoyorquino cuya vida recibe de lleno el golpe de la crisis de las hipotecas subprime de 2008 y decide armarse para vengarse con violencia de los agentes de bolsa, gestores de fondos de inversión y abogados de Wall Street a los que culpa de su desgracia.

## Curiosidades
Fue la primera película en Estados Unidos  de la actriz Gia Skova quien aparece acreditada con como un personaje de nombre Charlotte
- Datos: Q14594687